# Mabok, l'éléphant du diable
Pour plus de détails, voir Fiche technique et Distribution.
Mabok, l'éléphant du diable (Beyond the Blue Horizon) est un film américain en Technicolor réalisé par Alfred Santell, sorti en 1942.

## Synopsis
Le dompteur de lions de cirque Jakra et le publiciste Squidge sont intrigués lorsqu'ils entendent parler de Tama, une belle femme de Malaisie qui est peut-être l'héritière légitime de la fortune d'une famille américaine. Pour trouver la preuve de cette affirmation, Jakra et sa petite amie se rendent avec Squidge et le professeur Thornton, dans la jungle malaise où Tama a été élevée. Là, ils voient son tigre, qui sait nager, et entendent les histoires d' éléphant tueur responsable de nombreux morts..

## Fiche technique
- Titre : Mabok, l'éléphant du diable
- Titre original : Beyond the Blue Horizon
- Réalisation : Alfred Santell
- Scénario : Frank Butler d'après une histoire de E. Lloyd Sheldon et Jack DeWitt
- Producteur : Monta Bell
- Société de production et de distribution : Paramount Pictures
- Musique : Victor Young
- Image : Charles P. Boyle et William C. Mellor
- Montage : Doane Harrison
- Direction artistique : Hans Dreier et A. Earl Hedrick
- Costumes : Edith Head
- Effets visuels : Gordon Jennings, William L. Pereira et Farciot Edouart (non crédité)
- Pays d'origine : États-Unis
- Langue : Anglais
- Format : couleur Technicolor - Format d'image : 1,37:1 - pellicule : 35 mm - son : Mono (Western Electric Mirrophonic Recording)
- Genre : Aventures
- Durée : 76 min
- Dates de sortie : 
  - États-Unis : 25 juin 1942 première à New York
  - France : 2 juin 1948

## Distribution
- Dorothy Lamour : Tama
- Richard Denning : Jackra le magnifique
- Jack Haley : Squidge Sullivan
- Patricia Morison : Sylvia
- Walter Abel : Professeur Thornton
- Helen Gilbert : Carol
- Elizabeth Patterson : Mme Daly
- Edward Fielding : Juge Chase
- Gerald Oliver Smith : Chadwick
- Frank Reicher : Sneath
- Abner Biberman : La'oa
- Charles Stevens : Panao
- Charles Cane : Broderick - Chauffeur
- William Telaak : Willys - Valet de pied
- Karin Booth : Jeune femme au cirque (non créditée)
- Gogo le chimpanzé